# Muslimsk Ungdom
Muslimsk Ungdom (نهضة الشباب المسلم, Nahdat al-Shibab al-Muslim) var en underjordisk islamistgrupp, bildad 1969 i Kabul av flera unga afghanska professorer och en handfull studenter vid universitetet i Kabul. 
Många av ledarna i det afghansk-sovjetiska kriget, som Burhanuddin Rabbani, Abd al-Rabb Rasul Sayyaf, Gulbuddin Hekmatyar och Ahmed Shah Massoud, hade tillhört denna grupp.